# Pardis Sabeti
Pardis C. Sabeti (persan : پردیس ثابتی, née le 25 décembre 1975) est une généticienne de l'évolution irano-américaine. Elle est connue pour avoir développé une méthode statistique pour identifier la signature de la sélection naturelle sur le génome,,. En 2011, Sabeti est professeur assistante au Center for Systems Biology and Department of Organismic and Evolutionary Biology de l'université Harvard.

## Biographie
Sabeti naît en 1975 à Téhéran en Iran. Elle étudie au MIT et à l'université d'Oxford grâce à une bourse Rhodes. Elle obtient un diplôme médical de la Harvard Medical School. Sabeti est aussi la leader et la joueuse de basse du groupe de rock Thousand Days.

## Recherche
Avec son collègue Eric Lander durant son postdoctorat, elle modifie au Broad Institute une famille de tests sur la signature de la sélection naturelle sur des variantes génétiques communes trouvées habituellement sur des haplotypes longs. Son test, connu comme le cross population extended haplotype homozygosity test (XP-EHH), est conçu pour détecter les mutations avantageuses dont la fréquence dans la population humaine a augmenté rapidement les 10 000 dernières années.
Le XP-EHH, conjointement avec des méthodes déjà existantes, a confirmé différentes traces de sélections naturelles récentes et en a suggéré de nouvelles. Ce test a également identifié deux variantes dans les gènes LARGE et DMD, connus pour être impliqués dans la fièvre de Lassa,.

## Distinctions
Sabeti a reçu un Burroughs Wellcome Fund Career Award en sciences biomédicales. En 2017, elle reçoit le prix Richard Lounsbery de l'Académie des Sciences française et l'Académie nationale des sciences américaine « pour ses contributions à la génétique et à la santé, incluant le développement de nouvelles méthodes pour étudier la sélection naturelle chez les virus et les humains, la création de nouveaux modèles collaboratifs interdisciplinaires et internationaux pour combattre les maladies émergentes, ainsi que pour son leadership dans les efforts globaux pour accroître le partage de données lors de pandémies, incluant Ebola et la fièvre de Lassa ».